# Kurt Rebmann

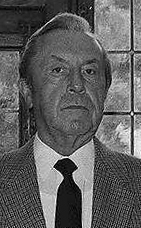
Kurt Rebmann (1984)

Kurt Rebmann (* 30. Mai 1924 in Heilbronn; † 21. April 2005 in Stuttgart) war ein deutscher Jurist. Er war vom 1. Juli 1977 bis zum 31. Mai 1990 Generalbundesanwalt beim Bundesgerichtshof.

## Leben
Kurt Rebmann war der Sohn des Verwaltungsbeamten Eugen Rebmann (1882–1967) und seiner Frau Frida geb. Wallraff (1887–1970). Bis 1942 besuchte er das Karls-Gymnasium in Heilbronn. Am 30. März 1942 beantragte er die Aufnahme in die NSDAP und wurde zum 1. September desselben Jahres aufgenommen (Mitgliedsnummer 9.192.772). Nach Kriegsteilnahme und schwerer Verwundung 1943 studierte Rebmann in Tübingen Rechtswissenschaften und schloss im Jahre 1950 seine juristische Ausbildung ab. In Tübingen war Rebmann seit 1945 Mitglied der Verbindung Normannia.
Von 1950 bis 1956 stand er im Justizdienst der Länder Württemberg-Baden und Baden-Württemberg, unter anderem als Landgerichtsrat am Landgericht Heilbronn und als Richter am Landessozialgericht Baden-Württemberg in Stuttgart. 1956 wechselte er in die Verwaltung und ging zur Landesvertretung Baden-Württemberg nach Bonn. 1959 kehrte er nach Stuttgart zurück zum baden-württembergischen Justizministerium. 1962 war er erster Verwaltungsdirektor des Zweiten Deutschen Fernsehens, kehrte dann aber wieder ins Stuttgarter Justizministerium zurück, wo er von 1965 bis 1977 als Ministerialdirektor Amtschef des Ministeriums war und unter wechselnden Ministern deren ständiger Vertreter. Rebmann war so auch für die Justizvollzugsanstalt Stuttgart-Stammheim zuständig, wo später auch RAF-Mitglieder inhaftiert waren.
Nach der Ermordung Siegfried Bubacks durch die RAF wurde Rebmann am 1. Juli 1977 auf Vorschlag des Bundesjustizministers Hans-Jochen Vogel (SPD) zum Generalbundesanwalt beim Bundesgerichtshof ernannt. Der Mordanschlag auf Buback gilt als Beginn des Deutschen Herbstes. Kurz nach Rebmanns Amtsantritt wurden der Dresdner-Bank-Chef Jürgen Ponto in seinem Haus in Oberursel bei einem Entführungsversuch und der Arbeitgeberpräsident Hanns Martin Schleyer nach einer Entführung von RAF-Mitgliedern ermordet. Am 26. August 1977 entkam Rebmann selbst einem Anschlag auf das Gebäude der Bundesanwaltschaft: Die Täter hatten den Wecker, der für die Zündung eines von Peter-Jürgen Boock gebauten Raketenwerfers vorgesehen war, nicht aufgezogen. Später sagte Boock aus, er habe den Wecker nicht aufgezogen, weil ihm Zweifel am Ziel des Anschlags gekommen seien.
Rebmann bezeichnete sich selbst als „Hardliner“, der sich für eine Verschärfung des Strafrechts und für Härte im Umgang mit Terroristen aussprach. In den 1980er Jahren forderte er, härter gegen Demonstranten – etwa in Wackersdorf oder an der Startbahn West – vorzugehen.
Als 1985 durch ein Zwangsouting in der Presse bekannt wurde, dass sein Mitarbeiter Manfred Bruns schwul war, zog er ihn von allen Staatsschutzangelegenheiten ab, da er ihn als Sicherheitsrisiko einstufte, und versuchte, ihn strafrechtlich zu verfolgen.
Als Generalbundesanwalt setzte sich Rebmann beim Bundespräsidenten dafür ein, dass Verena Becker begnadigt wurde. Das führt der Journalist Ulf G. Stuberger darauf zurück, dass Becker Informantin für den Verfassungsschutz gewesen war und Rebmann ein besonders enger Vertrauter deutscher Geheimdienste gewesen sei.
Rebmanns Nachfolger als Generalbundesanwalt war Alexander von Stahl.
Rebmann war außerdem langjähriger Vorsitzender des Vereins der Württembergischen Straffälligenhilfe. Neben seiner beruflichen Laufbahn blieb Rebmann auch der Rechtswissenschaft stets verbunden: In einer von Gustav Heinemann eingesetzten Kommission arbeitete er an der Reform des Eherechts, insbesondere des Scheidungsrechts, mit und kommentierte im Münchener Kommentar zum Bürgerlichen Gesetzbuch etliche familienrechtliche Vorschriften. Außerdem übte Rebmann eine Lehrtätigkeit an der juristischen Fakultät der Universität Konstanz in den frühen 1980er Jahren aus.

## Auszeichnungen
- Großes Bundesverdienstkreuz, 1981
- Senator-Lothar-Danner-Medaille, 1982
- Verdienstmedaille des Landes Baden-Württemberg, 1984
- Großes Bundesverdienstkreuz mit Stern, 1984
- Anlässlich der Feierlichkeiten zur Verabschiedung aus dem Amt des Generalbundesanwalts wurde Kurt Rebmann am 1. Juni 1990 vom damaligen Bundesjustizminister Hans A. Engelhard das Große Bundesverdienstkreuz mit Stern und Schulterband verliehen.
- 'Outstanding Civilian Service Medal des US-amerikanischen Department of the Army für seine Verdienste um die deutsch-amerikanische Freundschaft, 1991